# Jordan Mouillerac
Jordan Mouillerac, né le 2 août 1993 à Labastide-Marnhac dans le Lot (France), est un artiste danseur, chorégraphe et professeur de danse. Il est spécialisé dans la salsa, la valse, le tango, le quickstep mais aussi le slow fox.
En 2025, il a remporté une saison de l'émission Danse avec les stars (DALS) sur TF1 au côté de la chanteuse Lenie.

## Biographie
Jordan Mouillerac, né 2 août 1993 à Labastide-Marnhac, est depuis 2021 en couple avec l'influenceuse Jessica Sent. Ils ont une fille, Noa.

La chanteuse Lenie avec qui Jordan Mouillerac a remporté le trophée de DALS.

Dans sa jeunesse, Jordan Mouillerac habite près de Cahors. Passionné de sport, il fait dans un premier temps de la boxe et du football. Á 12 ans, sa mère lui fait découvrir les danses de salon. Il s'inscrit à des cours de danse sportive, latine et standard, les pratiquant d'abord de manière ludique puis avec passion. Il se lance alors dans des compétitions où il est en particulier remarqué dans le domaine des danses latines. Á 18 ans, il s'installe à Valence où il intègre un cours de danse sportive en vue de poursuivre sa formation artistique.
Finaliste du championnat de France 10 danses en 2013, il remporte en 2013 et en 2017 le championnat de France de salsa. En 2014, il est de retour dans la région de Cahors pour y enseigner la danse latine et danse standard au Montat Danse Club,et organise par la suite régulièrement des formations de danse dans d'autres villes de France. En 2017, il participe aux Jeux mondiaux 2017 de danse sportive obtenant une 7eplace en salsa avec sa partenaire Alexia Villemagne.

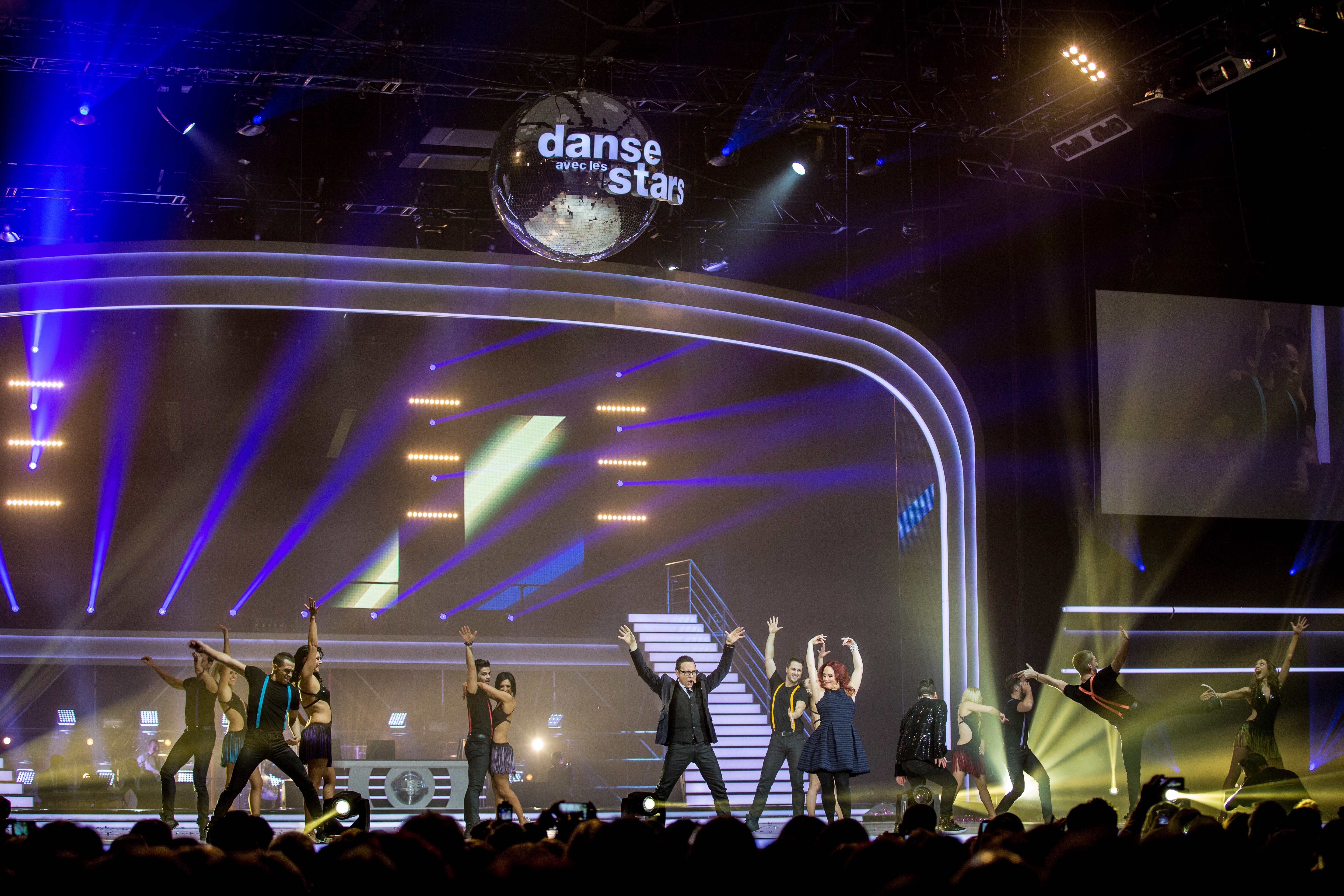
Spectacle Danse avec les Stars.

À partir de 2017, il intègre l'équipe de danseurs de l'émission Danse avec les stars sur TF1, ce qui lui permet de se faire connaître du grand public français. Le principe de cette émission consiste à associer une personnalité avec un danseur professionnel, à charge de ce dernier de lui enseigner les différentes sortes de danse, de concevoir des chorégraphies et de les interpréter lors de performances en direct. 
En 2017 (saison 8 de DALS), Jordan Mouillerac est le partenaire de Hapsatou Sy qui est éliminée après seulement trois semaines de compétition. En 2018, associé à l'influenceuse Carla Ginola, il échoue après deux semaines de compétition. En 2021, Jordan Mouillerac danse avec Bilal Hassani, auteur et influenceur et première star de DALS issue de la communauté LGBT. C'est également la première fois qu'il accède à la finale où il termine à la deuxième place.  
En 2022 il est associé à chanteuse Eva Queen et, en 2024, il est le partenaire de la spécialiste de mode Cristina Córdula, se classant à chaque fois à la 9e place.  
En avril 2025, Jordan Mouillerac et sa partenaire, la chanteuse Lenie, remportent la finale de la 14e édition et le trophée de Danse avec les stars grâce au vote du public. Pour leur dernière danse, ils ont interprété une rumba l'hymne à l'amour d'Edith Piaf. Lors de la 14e saison de DALS, Jordan Mouillerac et Lenie battent par ailleurs aussi la meilleure moyenne des cotes décernées par le jury des danseurs professionnels de DALS toutes éditions confondues.
Il a également dansé avec Tatiana Silva (en remplacement de Christophe Licata) en saison 8 de DALS, avec Iris Mittenaere (en trio) en saison 9 de DALS et avec Léa Elui (en remplacement de Christophe Licata) en saison 12 de DALS.
À côté de sa profession de danseur, il participe comme invité à des émissions télévisées telles que Fort Boyard, Vendredi tout est permis avec Arthur et Quotidien.
En tant que danseur professionnel, Jordan Mouillerac est un sportif de haut niveau dont l'entraînement varié combine notamment des exercices cardio, la course à pied et le vélo visant à améliorer son endurance et sa capacité aérobique.